# I giocatori di Titano
I giocatori di Titano (The Game-Players of Titan) è un romanzo di fantascienza pubblicato nel 1963 da Philip K. Dick.

## Trama
In un prossimo futuro la società è articolata su un gioco di società, il Bluff, un gioco di origine aliena, portato sulla Terra dai titaniani, specie di grosse amebe gelatinose. Questi ultimi sono giunti sulla Terra dopo una guerra tra Stati Uniti e Cina nella quale è stata impiegata un'arma batteriologica che ha reso sterili molti dei superstiti. Dal momento che le donne fertili sono poche, il gioco del Bluff è stato adottato per consentire agli americani maschi di scambiarsele, vincendole e perdendole insieme a proprietà, terreni, intere città.
Gli alieni titaniani, all'inizio creature apparentemente inoffensive e bislacche, si rivelano man mano essere conquistatori tutt'altro che teneri. Si intrecciano alcuni delitti e una misteriosa cospirazione al tentativo di rivincita del protagonista, Peter Garden, che ha perso moglie e proprietà al tavolo del Bluff.
Il compito di Garden è tutt'altro che semplice: la rivincita la deve giocare con uno dei campioni del gioco, Luckman. Peter arruola allora un vecchio giocatore ritiratosi dal Bluff, Joe Schilling, e mette insieme una squadra per controbilanciare la fortuna di Luckman. Ma quest'ultimo viene ucciso, e da questo momento inizia una serie pirotecnica di colpi di scena, culminante nella partita di Bluff durante la quale la squadra di Peter Garden e Joe Schilling, in rappresentanza della Terra, si gioca l'indipendenza del pianeta contro i più forti giocatori di Titano.

## Edizioni
- Philip K. Dick, The Game-Players of Titan, Ace Books, 1963.
- Philip K. Dick, I giocatori di Titano, traduzione di Lucia Morelli, collana Galassia n° 73, Casa Editrice La Tribuna, 1967.
- Philip K. Dick, I giocatori di Titano, a cura di Sandro Pergameno, copertina Karel Thole, SF Narrativa d'Anticipazione, Milano, Editrice Nord, febbraio 1980.
- Philip K. Dick, I giocatori di Titano, collana Tascabile Immaginario n° 58, Fanucci Editore, 2005,  p. 256, ISBN 88-347-1091-6.